# Strada statale 616 di Pedivigliano
La strada statale 616 di Pedivigliano (SS 616) è una strada statale che collega le località calabresi di Coraci (frazione di Colosimi) con Altilia, e prende il nome da Pedivigliano, un comune il cui territorio è attraversato.
La SS 616 nasce nei pressi del bivio di Coraci (bivio della strada provinciale ex strada statale 19 delle Calabrie con la strada statale 108 bis Silana di Cariati) e giunge nei pressi dello svincolo Altilia-Grimaldi dell'A2-Autostrada del Mediterraneo. La strada, progettata alla fine degli anni sessanta, priva di attraversamenti di centri abitati, permette l'accesso all'autostrada A2 a un vasto territorio della Sila e della valle del Savuto.
I suoi attuali capisaldi di itinerario sono: "Innesto con la S.S. n. 108 bis presso il bivio di Coraci - Pedivigliano - Innesto con la S.S. n. 616 dir presso lo svincolo di Altilia-Grimaldi dell'A2 del Mediterraneo".

## Tabella percorso
| di Pedivigliano |                                                                                    |      |      |           |
| Tipo            | Indicazione                                                                        | ↓km↓ | ↑km↑ | Provincia |
|                 | Silana di Cariati - Colosimi Bianchi - San Giovanni in Fiore                       | 0,0  | 17,0 | CS        |
|                 | Silana di Cariati - Soveria Mannelli ex delle Calabrie - Decollatura - Carpanzano  | 0,9  | 16,1 | CS        |
|                 | Villanova                                                                          | 4,9  | 11,9 | CS        |
|                 | Pedivigliano - Pittarella                                                          | 8,7  | 8,1  | CS        |
|                 | Motta Santa Lucia                                                                  | 10,7 | 6,3  | CZ        |
|                 | Martirano - Martirano Lombardo                                                     | 14,8 | 2,2  | CZ        |
|                 | Area di Servizio                                                                   | -    | 0,6  | CS        |
|                 | Scigliano                                                                          | 16,6 | 0,4  | CS        |
|                 | Salerno - Reggio Calabria - Svincolo Altilia - Grimaldi di Pedivigliano - Grimaldi | 17,0 | 0,0  | CS        |

## Strada statale 616 dir di Pedivigliano
La strada statale 616 dir di Pedivigliano (SS 616 dir), già nuova strada ANAS 185 di Medio Savuto (asta di raccordo) (NSA 185), è una strada statale italiana che permette di raggiungere i centri abitati di Altilia e Grimaldi.
La strada ha origine come naturale proseguimento della SS 616 la quale termina in corrispondenza dello svincolo di Altilia-Grimaldi dell'A2-Autostrada del Mediterraneo. 
Dopo un percorso di circa 3 km, termina innestandosi sulla SP57 Malito-Altilia-Grimaldi nei pressi di Altilia. Provvisoriamente la strada fu classificata nel 2005 come nuova strada ANAS 185 di Medio Savuto (asta di raccordo).